# Il seme della gramigna
Il seme della gramigna (Weeds) è un film del 1987 diretto da John D. Hancock, che nel 1973 aveva diretto con successo Batte il tamburo lentamente.

## Trama
La pellicola è una biografia dell'autore teatrale Lee Umstetter, il quale scoprì il suo talento artistico mentre era in carcere per rapina. Subito dopo essere entrato in carcere, Lee cerca il suicidio per evitare lo strazio della prigione, ma fallisce nel suo tentativo e durante la convalescenza scopre una grande passione per la lettura. Dopo essere diventato il bibliotecario della prigione di San Quintino, si cimenta nella stesura di un copione teatrale che cercherà di fare allestire da una compagnia di carcerati, anche grazie all'appoggio ed all'aiuto di Claude, una giornalista.